# Hamadryas fundania
Hamadryas fundania är en fjärilsart som beskrevs av Hans Fruhstorfer 1916. Hamadryas fundania ingår i släktet Hamadryas och familjen praktfjärilar. Inga underarter finns listade i Catalogue of Life.